# Malise Ier de Strathearn
Malise ou Máel Íosa (gaélique: Máel i.e Tonsuré & Ísu ou Íosa i.e Jesus) est un mormaer de Strathearn vers 1115 à vers 1160.
Premier mormaer de Strathearn dont on trouve trace dans la documentation sous la forme de « Mallus Comes », comme témoin lors de la fondation d'un prieuré à Scone en 1114/115 sous le règne du roi Alexandre Ier d'Écosse.
Sous le règne de David Ier d'Écosse, Máel Ísu Ier combat à la bataille de l'Étendard, le 22 août 1138. Après la défaite écossaise, il doit, comme représentant de la noblesse gaélique, donner en otage un de ses fils aux Anglo-Normands.
À sa mort, il a sans doute pour successeur Ferthet ou Ferchar de Strathearn qui n'est peut-être pas le fils évoqué ci-dessus.